# رينديربيرغ
رينديربيرغ (بالإنجليزية: Rinderberg)‏ هو أحد جبال سلسلة جبال الألب البرنية ويقع في كانتون برن في سويسرا. يحتل المرتبة رقم 371 في قائمة جبال سويسرا من حيث الارتفاع، إذ يبلغ ارتفاعه حوالي 2079 متر، بينما يبلغ ارتفاع نتوء الجبل 371 متر.